# Polityka sportowa
Polityka sportowa – decyzje, strategie, regulacje państwa i samorządu, organizacji sportowych i innych podmiotów w celu rozwoju sportu. Jej celem są poprawa wyników, promocja różnych idei, np. olimpizmu, aktywności fizycznej, edukacji i zdrowego trybu życia.
Polityka sportowa obejmuje kilka obszarów. Są to:
- infrastruktura – budowa i modernizacja różnych obiektów, np. stadionów, hal, basenów, boisk, skoczni narciarskich;
- wsparcie zawodników i trenerów – zapewnienie godnych warunków rozwoju, np. finansowanie treningów, stypendiów, obozów, wyjazdów na najważniejsze zawody;
- edukacja – promocja aktywnego trybu życia i postaw, których sport uczy w dorosłym życiu (np. dyscyplina, współpraca, pokora, pokonywanie swoich barier), wprowadzanie programów wychowania fizycznego w szkołach;
- dostępność sportu – zapewnienie powszechnego dostępu do sportu dla osób z różnych grup społecznych i wiekowych, w tym osobom z niepełnosprawnościami[2];
- sport zawodowy i sport amatorski – promowanie sportów na poziomie profesjonalnym oraz wspieranie aktywności sportowej wśród amatorów;
- współpraca – organizacja imprez na poziomie światowym, krajowym i lokalnym (igrzyska olimpijskie, mistrzostwa świata, mistrzostwa Europy, mistrzostwa Polski czy województw);
- zwalczanie dopingu i zapewnienie etyki w sporcie – dbanie o przestrzeganie zasad, zapobieganie używaniu niedozwolonych substancji, promocja uczciwej rywalizacji.

Polityka sportowa tworzona jest przez wiele podmiotów, takich jak rząd, samorząd, organizacje pozarządowe i kluby sportowe, przedsiębiorcy i sponsorzy, ośrodki naukowe oraz szkoły. Podmioty te powinny ze sobą ściśle współpracować. Często się zdarza, że politykę tworzą sportowcy, którzy stali się politykami, np. były trener reprezentacji Polski w tenisie stołowym Adam Giersz, wioślarz Adam Korol, piłkarz Tomasz Frankowski czy szpadzistka Danuta Dmowska-Andrzejuk.